# Rantau Kasih (Kampar Kiri Hilir)
Rantau Kasih is een bestuurslaag in het regentschap Kampar van de provincie Riau, Indonesië. Rantau Kasih telt 707 inwoners (volkstelling 2010).